# 西南非洲警察
西南非洲警察（ South West African Police，SWAPOL ）是西南非洲（现纳米比亚）的国家警察部队，在该领土由南非管辖时负责西南非洲的执法和公共安全。它既是一支准军事部队，也是一支文职警察部队。

## 历史
西南非洲警察是在第一次世界大战之后成立的，当时南非政府根据国际联盟的授权接管了西南非洲的行政管理。 1915 年至 1919 年间，公共安全和执法被委托给南非宪兵队。 1939 年 12 月 31 日，西南非洲的法治重建，西南非洲警察作为该地区的第一个文职执法机构成立。 1920年成立调查部。 SWAPOL 于 1939 年解散，其当地单位并入南非警察(SAP)。
1939 年至 1981 年南非警察 负责西南非洲的治安维持工作。直到 1981 年，它一直是南非警察的省级警区，由一名警察中将领导。该地区三分之一的警察是从南非本土调来的，其余三分之二是当地招聘的人员。 1966 年，联合国终止了国际联盟的授权，南非从此非法占领西南非洲。 西南非洲警察于 1981 年在该领土实现自治后重新成立。

## 在镇压叛乱中的作用
西南非洲警察部队与纳米比亚人民解放军的第一次大规模接触是在 1968 年。 1968 年 7 月 14 日，由 Fourie 中士、W/O Nelumbu、B/Constable Bavingi、Constable Schaefer、Constable Hattingh 和 B/Constable Kauluma 率领的 Eenhana 区警察巡逻队在 Eenhana-Outapi 公路上巡逻，当时他们的路虎吉普车遭到来自灌木丛中一群游击队的机枪火力和手榴弹袭击。他们的吉普车轮胎被击中，中士Fourie 和 W/O Nelumbu 用他们的随身武器（手枪）进行还击，受伤的 Constable Hattingh 在吉普车上携带了唯一司登冲锋枪以驱散攻击，在交火的过程中还营救了一名受伤的 B / Constable Kauluma，司机被从吉普车上抛下受伤。在这次袭击之后，高速公路地区的警察无线电巡逻队的武力得到了加强，车队增加了一辆吉普车，其中有 2 名警察手持 R1 步枪（南非制造的 FN FAL 的一种变体）。 1970 年，情况恶化到北部地区的所有警察都接受了 R1 和 司登冲锋枪的培训，西南非洲警察航空部队开始每天两次沿着 Eenhana-Outapi 公路进行直升机巡逻
直到 1970 年，SWAPOL 部队批准的武器如下 - 警察局 - 25 根警棍、8 支手枪、3 支斯登冲锋枪、12 支李恩菲尔德 .303 步枪和 1 支布伦轻机枪。对于地区警察预备役部队 - 150 支警棍和盾牌、20 支催泪瓦斯枪、30 支手枪、18 支斯登枪、10 支 R1 步枪（从 1969 年 12 月开始引进）36 支 Lee Enfield .303 步枪、20 支霰弹枪和 4 支布伦轻机枪。对于机动巡逻队/飞行小队- 2 支手枪、1 支斯登枪、2 支 R1 步枪。 
1974 年至 1977 年间，所有斯登枪和恩菲尔德.303 步枪都被淘汰，取而代之的是 R1 步枪。从 1974 年起，4 挺M2 勃朗宁重机枪，其中 2 挺安装在机动巡逻队，也被分配到地区警察后备队，1 挺M2 勃朗宁被分配到每个警察局。从 1978 年开始，2 支 105 毫米无后坐力步枪被分配到每个警察预备队。 Casspirs从 1982 年起在地区保护区一级提供，从 1984 年起在警察局提供。 

## 组织
直到 1981 年，SWAPOL 的组织如下：
1. 由中尉或督察领导的警察局（分为几个前哨站、巡逻队和机动巡逻队/飞行小队），
2. 由一名少校指挥的地区警察/调查中心（控制大约 4 个警察局并有一个武装预备队），
3. 由一名上校领导的警察圈（控制 3 个区），
4. 由准将指挥的区域警察司令部（控制 2 到 3 个圈子或整个班图斯坦），以及
5. 北方、南方、沿海和 Koevoet 四个超级司令部，由少将指挥。
6. 沃尔维斯湾和温得和克市处于超级司令部级别，
7. 空军联队处于地区警察司令部的级别。航空联队拥有一支由 20 架直升机组成的中央机队，以及由每个地区司令部下属的另外一支由 6 架直升机组成的机队。
8. 还有其他由准将领导的职能和参谋部，例如刑事调查、取证、行政、情报、培训、通信/无线、经济犯罪、人事、交通、供给和编制[1]

## 撬棍军
西南非洲警察最具争议的单位是其反叛乱部门，该部门的正式名称为 SWAPOL-COIN 或 K 行动，但更常被称为Koevoet 撬棍军。  撬棍军最初是名义上隶属于 SAP 安全部门的一个自治单位，但在 1985 年成为 SWAPOL 的一部分 Koevoet 与 SWAPOL 自己的安全部门密切合作，调查具有政治性质的犯罪，即出于政治动机的谋杀案件。 该部队以其在奥万博兰对纳米比亚人民解放军 (PLAN) 叛乱分子的作战行动而闻名，这为其赢得了令人生畏的声誉。  Koevoet 作为准军事警察部队的混合身份使其成为一种合法的反常现象；例如，它没有将叛乱分子作为战俘关押的授权。 从技术上讲，叛乱分子应该作为普通法罪犯在公开法庭上被逮捕审判。 基于这种解释，西南非洲法院裁定，被撬棍军俘虏的叛乱分子必须获得法律代表，不能被无限期拘留。 
随着南非边境战争在 1989 年年中接近尾声，Koevoet 的规模大大缩小，其大部分人员被 SWAPOL 重新分配到其他师。此外，许多南非人员被调回南非警察或国土部队。 1988 年，SWAPOL 由 6,500 名军装人员组成，包括 3000 人的撬棍军部队和 300 人的空军联队，其中 4000 人是当地黑人，800 人是当地白人，1000 人是南非白人，700 人是南非黑人。当地市政警察、国土警卫队和交警完全是当地人，包括黑人和白人然而，该单位的继续存在引起了很多争议，因为现任和前任 撬棍军运营商都被指控进行政治恐吓和侵犯人权. 联合国安理会第 640 号决议明确指出 撬棍军是纳米比亚和平进程的障碍，并要求其解散。  SWAPOL 于 1989 年 10 月 30 日解散了该单位